# Middegaal
Middegaal (Veghels dialect: Middegaol) is een buurtschap in de Noord-Brabantse gemeente Meierijstad.

## Ligging
De oude buurtschap Middegaal is gelegen ten noorden Veghel-Centrum. Momenteel wordt met de term Middegaal voornamelijk het Veghels gedeelte van de N606 aangeduid. Het is dan ook deze oude straatweg naar 's-Hertogenbosch waaraan de buurtschap Middegaal is ontstaan. Het Middegaalse Pad, de oude verbindingsweg tussen het dorp Veghel en de buurtschap, was de voormalige benaming voor de hedendaagse Mr. van Coothstraat te Veghel.

## Geschiedenis
Het Middegaal is een oude onderhorigheid van Veghel en was een van de grote wijken ten oosten van de Aa. Onder andere het Dorshout en de Koolenkampen werden tot deze wijk gerekend. Middegaal lag direct langs de Aa, terwijl het gebied aan de overzijde van de huidige N606 werd aangeduid als het Middegaalse Veld.
Typerend voor Middegaal was het agrarische karakter van de buurtschap. Het bestond uit enkele boerenhoeven, waarvan het meestbepalend ongetwijfeld het kasteeltje Middegael is geweest. Dat werd in 1698 omschreven als: "Eene schoone huysinge ofte casteeltje met neerhuysinge, schure, hoff, boomgaard, ackerland, hoy ende weylanden, malkanderen in eenen plack aangelegen, gelegen tot Vechel ter plaetse genaemt Middegael."
Het was dit herengoe, dat de naamgever werd van de familie Van Middegael. Dit adellijk geslacht behoorde vermoedelijk tot de familie van Erp, waarvan ze de wapens droegen. De familie werd dusdanig aangeduid als Van Erp van Middegael. De familie Van Middegael bezat in de 15e eeuw onder andere het goed De Bolcken of Te Overacker, gelegen in het dorp Veghel en komt in die periode reeds voor in de Bossche archieven. Verschillende Van Middegaels bekleedden de functie van raadsheer in de hertogsstad en de familie wordt genoemd in de archieven van de Doorluchtige broederschap van Onze Lieve Vrouwe van Den Bosch.
Het kasteeltje Middegael bestaat sinds lange tijd niet meer. In later eeuwen bleef het een grote boerenhoeve met aangelegen die in 1931 geheel afbrandden.

## Ontwikkelingen
Momenteel wordt het gebied ten noorden van Middegaal door de A50 doorsneden. Door het kanaliseren van de beek Aa is veel van het historische beekdallandschap verdwenen. Alsmede door de ontwikkeling van boerenbedrijven en sloop en/of nieuwbouw hebben de meeste oude boerenhoeves hun culturele waarde verloren.
Het gebied langs de oevers van de Aa, zal in de toekomst veranderingen ondergaan als onderdeel van het Masterplan de Aa en daarmee een hogere ecologische en recreatieve waarde gaan krijgen. Het sluit aan bij de Aa-Broeken die tegen de buurtschap aan liggen.